# Talsperre Seminoe
Die Talsperre Seminoe (englisch Seminoe Dam) ist eine Talsperre mit Wasserkraftwerk im Carbon County, Bundesstaat Wyoming, USA. Sie staut den North Platte River zu einem Stausee (englisch Seminoe Reservoir) auf. Die Talsperre befindet sich ungefähr 116 km (72 miles) südwestlich von Casper. Nordwestlich des Stausees liegt der Seminoe State Park. Ungefähr 3 km (2 miles) flussabwärts von Seminoe befindet sich die Talsperre Kortes.
Mit dem Bau der Talsperre wurde 1936 begonnen. Sie wurde im Dezember 1938 fertiggestellt. Im August 1939 wurde erstmals Elektrizität erzeugt. Die Talsperre dient neben der Stromerzeugung auch der Bewässerung. Sie ist im Besitz des United States Bureau of Reclamation (USBR) und wird auch vom USBR betrieben.

## Absperrbauwerk
Das Absperrbauwerk ist eine Bogenstaumauer aus Beton mit einer Höhe von 90 m (295 ft) über der Gründungssohle. Die Mauerkrone liegt auf einer Höhe von 1939 m (6361 ft) über dem Meeresspiegel. Die Länge der Mauerkrone beträgt 161,5 m (530 ft). Die Breite der Staumauer liegt bei 26 m (85 ft) an der Basis und 4,5 m (15 ft) an der Krone. Das Volumen des Bauwerks beträgt 160.550 m³ (210.000 cubic yards).

## Stausee
Beim normalen Stauziel von 1937,5 m (6357 ft) erstreckt sich der Stausee über eine Fläche von rund 82,11 km² (20.291 acres) und fasst 1,25 Mrd. m³ (1.017.280 acre-feet) Wasser.

## Kraftwerk
Das Kraftwerk befindet sich am Fuß der Talsperre. Die installierte Leistung beträgt 40,5 (bzw. 45 oder 51,75) MW. Die installierte Leistung lag ursprünglich bei 32,4 MW; in den 1970er Jahren wurde eine Leistungssteigerung durchgeführt. Die durchschnittliche Jahreserzeugung liegt bei 150 Mio. kWh. Die 3 Francis-Turbinen des Kraftwerks leisten jede maximal 13,5 (bzw. 15) MW. Die Fallhöhe beträgt 50,5 m (166 ft).